# Monika Linges
Monika Linges (* 1951) ist eine deutsche Jazzsängerin und Komponistin.
Linges studierte an der Berklee School of Music. Sie gründete 1979 ihr eigenes Quartett, mit dem sie in den 1980er Jahren erfolgreich war und mehrere Platten vorlegte. Weiterhin trat sie mehrfach mit der WDR Big Band Köln auf (CD: „Songs of Light“, 2000). Bis Mitte der 1990er Jahre wirkte sie als Lehrbeauftragte an Ilse Storbs Jazz-Labor der Universität Duisburg.
Ursprünglich im Jazz beheimatet wurde für die Aachener Förderpreisträgerin die Stimm-Arbeit zum zentralen Thema. Sie konzentriert sich heute auf eine meditativ-gesangspädagogische Arbeit mit Frauen, wobei sie auch gezielt Haus-Frauenkurse gibt. Sie lebt und arbeitet als Komponistin und Sängerin in Aachen.

## Diskographische Hinweise
- Floating (Nabel 1982, mit Dennis Luxion, Michael Schöneich, Gerd Breuer)
- Songing (Nabel 1984, mit Andy Lumpp, Bert Thompson, Gerd Breuer)
- Hipsters in the Zone Into the Afro Latin Bag (Nabel 1994, mit Xaver Fischer, Reiner Witzel, Mathias Haus, Jens Foltynowicz, Peter Weiss)